# ایست هندرد
ایست هندرد (به انگلیسی: East Hendred) یک روستا و محله مدنی در بریتانیا است که در ویل آو وایت هرس واقع شده‌است. ایست هندرد ۱٬۰۹۲ نفر جمعیت دارد.